# Rancagua
Rancagua är en stad i centrala Chile och är huvudstad i regionen Libertador General Bernardo O'Higgins. Folkmängden uppgick till cirka 230 000 invånare vid folkräkningen 2017, och cirka 290 000 invånare inklusive förorter (bland annat Machalí).